# Indosuchus
Indosuchus („Indisches Krokodil“) ist eine wenig bekannte Gattung theropoder Dinosaurier aus der Oberkreide (Maastrichtium) Indiens. Sie wurde 1933 von Friedrich von Huene und Charles Matley anhand zweier fragmentarischer Hirnschädel beschrieben, die aus der Lameta-Formation aus Bara Simla stammen, einem Hügel in Madhya Pradesh. Einen dritten Hirnschädel aus demselben Fundort schrieben diese Forscher einer zweiten neuen Gattung zu:  Indosaurus. Dabei lässt sich Indosuchus anhand der vergleichsweise dünnen Schädeldecke von Indosaurus abgrenzen. Heute sind alle drei Hirnschädel verschollen.
Novas und Kollegen bemerkten im Jahr 2004, dass sich alle drei Hirnschädel in einem schlechten Erhaltungszustand befanden, so dass Indosaurus und Indosuchus möglicherweise Synonyme sind (zur selben Gattung gehören).
Bis heute wurden der Gattung Indosuchus zwei weitere Funde zugeschrieben – diese Zuordnungen werden in der Fachwelt jedoch angezweifelt. Chatterjee (1978) beschrieb einen Fund von weiteren Schädelresten aus Bara Simla, der 1922 von Barnum Brown entdeckt wurde. Unter diesen Resten ist ein Oberkiefer, der ähnlich grazil gebaut war wie die Schädeldecke von Indosuchus, weshalb Chatterjee den gesamten Fund Indosuchus zuschrieb. Carrano und Sampson (2008) argumentieren jedoch, dass es keinen Grund zur Annahme gibt, dass alle Reste dieses Fundes tatsächlich zum selben Tier gehörten. Des Weiteren schrieben Chatterjee und Rudra (1996) Indosuchus ein relativ vollständiges Skelett zu, das bei Rahioli in Gujarat entdeckt wurde. Carrano und Sampson (2008) erkannten jedoch, dass die Elemente dieses Skeletts zu verschiedenen Tieren gehörten (Chimäre) und  mindestens zwei Theropoden und einen Sauropoden zugeschrieben werden können.

## Systematik
Einzige Art der Gattung ist Indosuchus raptorius. Indosuchus ist ebenso wie Indosaurus ein Vertreter der Abelisauridae, einer Gruppe der Ceratosauria. Von Huene und Matley (1933) schrieben diese Gattung ursprünglich der Allosauridae zu; spätere Autoren klassifizierten sie dagegen als einen Vertreter der Tyrannosauridae.